# Fancy Dance
Fancy Dance ist ein Filmdrama von Erica Tremblay. Es handelt vom Verschwinden einer jungen Frau aus einem Reservat in Oklahoma und den Versuchen ihrer Familie, sie ausfindig zu machen. Der Film mit Lily Gladstone, Isabel DeRoy-Olson und Shea Whigham in den Hauptrollen feierte im Januar 2023 beim Sundance Film Festival seine Premiere. Der US-Kinostart erfolgte am 21. Juni 2024.

## Handlung
Seit dem Verschwinden ihrer Schwester Tawi kümmert sich die 30-jährige Jax um ihre 13-jährige Nichte Roki. Sie schaut fast täglich im Seneca-Cayuga-Reservat in Oklahoma vorbei und verwendet jede freie Minute darauf, ihre vermisste Schwester zu finden und Roki dabei zu helfen, sich auf ein bevorstehendes Powwow vorzubereiten und übt mit ihr die Tanzschritte. Roki hat sich Vieles von ihrer kriminellen Tante abgeschaut und sich selbst zu einer geschickten Diebin entwickelt.
Jax hat den Vorfall zwar der örtlichen Polizei und dem FBI gemeldet, doch die blieben weitgehend untätig. Selbst ihr Bruder JJ, der als Polizist arbeitet, zeigt sich nur wenig über das Verschwinden der Schwester besorgt, ist sie doch bereits zuvor mehrere Male verschwunden. Als das Jugendamt bei ihnen auftaucht und die vielen Vorstrafen von Jax zur Sprache bringt, wird Roki erstmal bei ihrem Großvater Frank und dessen neuer Frau Nancy untergebracht. Auf die Gefahr hin, dass er das Sorgerecht für sie übertragen bekommt, machen sich Jax und ihre Nichte eines Nachts heimlich auf den Weg und durchkämmen das Hinterland, um Rokis Mutter zu finden. Frank meldet seine Enkelin daraufhin als vermisst.

## Produktion

### Regie und Drehbuch
Regie führte Erica Tremblay, die gemeinsam mit Miciana Alise auch das Drehbuch schrieb. Es handelt sich bei Fancy Dance um Tremblays Regiedebüt bei einem Spielfilm. Die Filmemacherin mit indigenen Wurzeln in der Seneca-Cayuga-Nation lebt am Cayuga Lake im Bundesstaat New York, wo sie ihre indigene Sprache studiert und war Stipendiatin des Sundance Screenwriters and Directors Lab.
Tremblay und Alise wollten in dem Film ganz bewusst keine Leiche zeigen oder bezüglich irgendwelcher Gewalttaten ins Detail gehen: „Es war aber auch nicht unser Ziel, die brutalen Realitäten im Alltag moderner Native Americans auszublenden. Aber sie sollten eben nur am Rande eine Rolle spielen, während im Zentrum die Liebe und die Lebensfreude dieser beiden Frauen innerhalb ihrer Gemeinschaft stehen“, so Tremblay. Geschichten über diese Faktoren modernen indigenen Lebens würden viel zu selten erzählt.

### Besetzung und Synchronisation

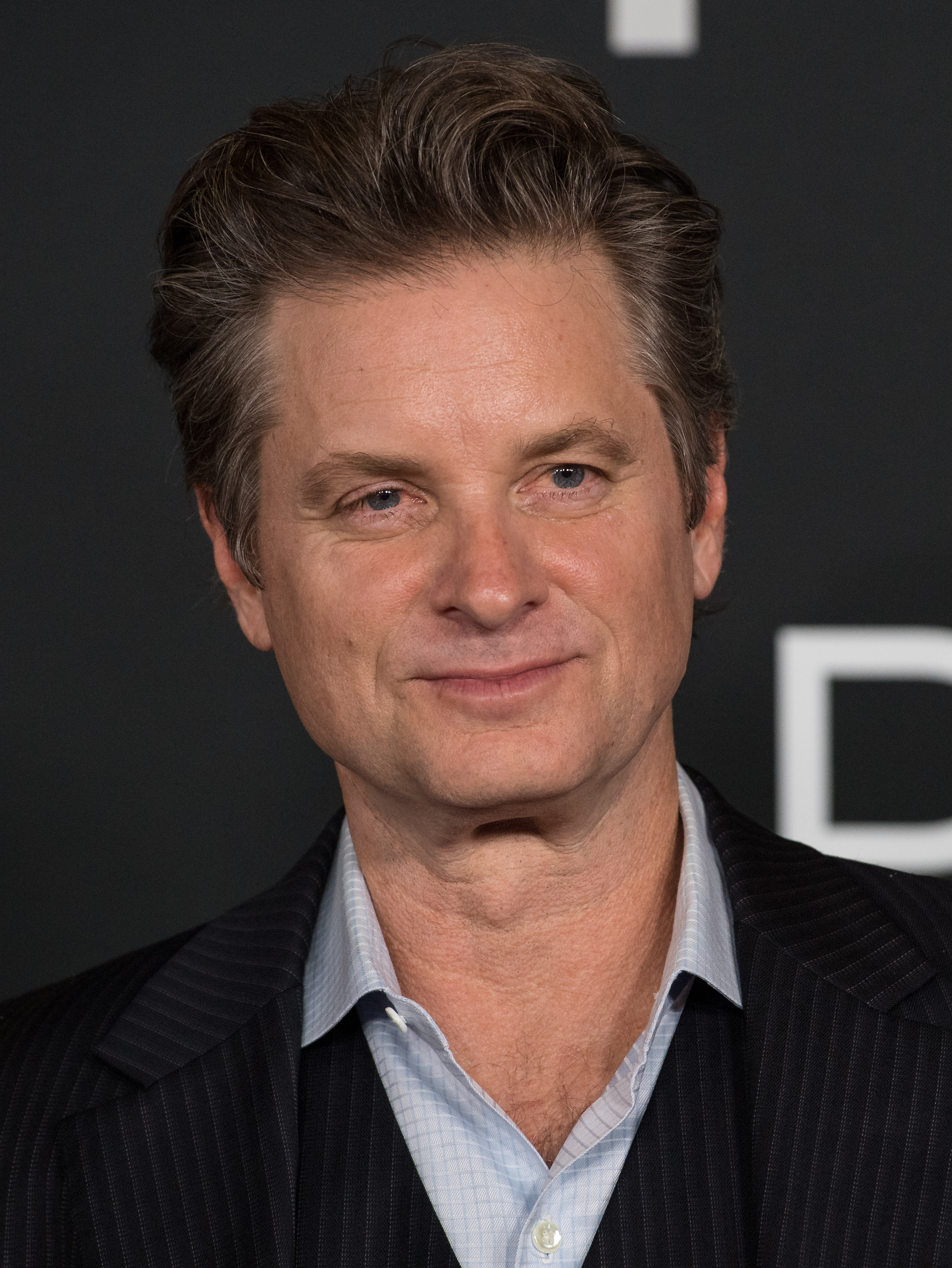
Shea Whigham spielt Rokis Vater Frank

Lily Gladstone, die indigene Wurzeln hat, die in den Völkern der Blackfeet, Nez Percé und Kainaiwa liegen, spielt Jax, Ryan Begay ihren Bruder JJ, Isabel DeRoy-Olson ihre Nichte Roki und Shea Whigham deren Vater Frank. Audrey Wasilewski ist in der Rolle von dessen Frau Nancy zu sehen. Hauli Gray spielt die verschwundene Tawi. In weiteren Rollen sind Crystle Lightning als Sapphire und Tamara Podemski als Ricky zu sehen.
Die deutsche Synchronisation entstand nach einem Dialogbuch von Yvonne Prieditis und der Dialogregie von Julia Bisasso im Auftrag der Iyuno-SDI Group Germany GmbH in Berlin. Lo Rivera leiht in dieser Gladstone in der Rolle von Jax ihre Stimme.

### Veröffentlichung
Der Film feierte am 20. Januar 2023 beim Sundance Film Festival seine Premiere. Dort sicherte sich Cercamon die weltweiten Vertriebsrechte am Film. Im März 2023 wurde er beim South by Southwest Film Festival und beim Sun Valley Film Festival vorgestellt. Ende Juni 2023 wurde er beim Filmfest München gezeigt und im Juli 2023 beim Outfest Los Angeles LGBTQ+ Film Festival gezeigt. Im September 2023 wurde er bei der Filmkunstmesse Leipzig und beim Schlingel Film Festival vorgestellt. Im Oktober 2023 wurde er beim Hamptons International Film Festival, beim London Film Festival und beim New York LGBTQ+ Film Festival NewFest gezeigt. Im November 2023 wurde er beim Wiesbadener Exground Filmfest vorgestellt. Im Januar 2024 wurde er beim Palm Springs International Film Festival gezeigt. Am 21. Juni 2024 kam der Film in ausgewählte US-Kinos. Den deutschen Verleih hat Progress Filmverleih übernommen.

## Rezeption

### Kritiken
Der Film konnte 96 Prozent der bei Rotten Tomatoes aufgeführten Kritiker überzeugen bei einer durchschnittlichen Bewertung mit 7,4 von 10 möglichen Punkten, womit er aus den 25. Annual Golden Tomato Awards als Zweitplatzierter unter den Streaming-Filmen des Jahres 2024 hervorging. Bei Metacritic erhielt der Film einen Metascore von 77 von 100 möglichen Punkten.

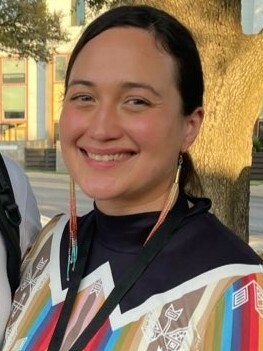
Lily Gladstone spielt Jax

Justin Lowe schreibt in ihrer Kritik in The Hollywood Reporter, Erica Tremblay, die Fancy Dance im Gebiet der Cherokee Nation drehte, mit dem sie bereits vertraut war, interessiere sie sich nicht so sehr für schöne Aufnahmen der Landschaft oder die Details des Lebens im Reservat, sondern vor allem dafür, ihre Figuren in einer Umgebung zu zeigen, in der sie leben. Auch wenn es gelegentlich Aufnahmen von schimmernden klaren Bächen und wogenden Präriegräsern gibt, spielten die meisten Szenen in Wohnhäusern, kleinen Einkaufszentren und Tankstellen, die den fortwährenden Kreislauf unterstreichen, in dem die Vertriebenen gefangen sind. Erst als die Gemeinschaft zusammenkommt, so in der Schlussszene beim großen Powwow, würden die Figuren frei von Erwartungen und voller Freude innerhalb ihrer Kultur ihren Platz finden. Zuvor jedoch hätten Tremblay und ihre Co-Autorin Miciana Alise eine ganze Reihe sozialer Probleme angesprochen, darunter endemische Armut, Rassismus, Kinder in Pflegefamilien und den Drogen- und Alkoholmissbrauch in den dortigen Gemeinschaften. Der rote Faden seien jedoch die vermissten und ermordeten indigenen Frauen und Mädchen.

### Auszeichnungen
Artios Awards 2025
- Nominierung für das Beste Casting in einer Low-Budget-Produktion – Komödie oder Drama[18]

GLAAD Media Awards 2025
- Nominierung als Bester Streaming- oder Fernsehfilm[19]

Hamptons International Film Festival 2023
- Auszeichnung mit dem New York Women in Film & Television Award for Excellence in Narrative Filmmaking[20]

Mill Valley Film Festival 2023
- Auszeichnung als Audience Favorite in der Sektion Mind the Gap – Narrative[21]

NewFest – New York LGBTQ+ Film Festival 2023
- Auszeichnung mit dem Grand Jury Prize – Narrative Feature[22]

Outfest Los Angeles LGBTQ+ Film Festival 2023
- Besondere Erwähnung im North American Narrative Feature Competition[23]

Seattle Queer Film Festival 2023
- Auszeichnung als Bester Spielfilm mit dem Publikumspreis[24]

South by Southwest Film Festival 2023
- Auszeichnung mit dem Zeiss Cinematography Award (Carolina Costa)
- Nominierung für den Publikumspreis (Erica Tremblay)[25]

Sundance Film Festival 2023
- Nominierung für den Grand Jury Prize – Dramatic (Erica Tremblay)

Sun Valley Film Festival 2023
- Auszeichnung als Bester Spielfilm[26]

Music+Sound Awards 2023
- Beste Synchronisation in einem Film[27]